# Болотный крокодил
Болотный крокодил, или магер (лат. Crocodylus palustris) — пресмыкающееся из семейства настоящих крокодилов, обитающее на территории Индостана и прилегающих стран, таких как Пакистан (где болотный крокодил — национальная рептилия). Это один из трёх обитающих в Индии крокодилов, наряду с гавиалом и гребнистым крокодилом. Ближайший современный родственник болотного крокодила — сиамский крокодил, вместе с гребнистым крокодилом они образуют обособленную азиатскую кладу.

## Внешний вид
У болотного крокодила грубая голова без гребней или выростов чешуйчатых костей, тяжёлые и широкие челюсти, длина которых превышает ширину у основания в 1,3—2,5 раза. Четыре большие пластины на шее образуют квадрат, с меньшими по размерам пластинами на каждой стороне. Спинные пластины хорошо отделяются от затылочных, остеодермы расположены как правило в 4 ряда, редко — в 6 (у Шри-Ланкийских крокодилов), центральные спинные пластины могут быть шире боковых. Чешуя на конечностях килевидная. Пальцы имеют перепонки у основания. Взрослые особи как правило тёмно-оливкового цвета, молодые — бледно-оливковые, с чёрными точками и пятнышками.

### Размер
Болотный крокодил — животное среднего или крупного размера по меркам современных крокодилов. Как и у всех крокодилов, самцы болотных крокодилов превосходят по размерам самок. Самки обычно достигают длины от 2 до 2,5 м, а самцы — от 3 до 3,5 м. Масса самцов колеблется от 100 до 200 кг, а самок — от 40 до 60 кг. Средний размер взрослых крокодилов в озере Мангопир был оценен в 2,89 м, со средним весом около 100 кг. Болотный крокодил имеет плотное телосложение и иногда самцы крокодилов этого вида могут иметь неожиданно большой вес для своей длины. К примеру, один крокодил, пойманный в Пакистане, был около 3 м в длину, но весил целых 195 кг, относительно нормального веса магеров такой длины в примерно 100 кг. Самцы иногда могут вырастать до 4—5 метров в длину при массе от 300 до 700 кг, хотя особи длиной более 4 метров на данный момент очень редки. Крупнейший известный представитель этого вида происходит из Шри-Ланки и был 5,63 метров в длину, он мог весить около тонны. Самый большой экземпляр, хранящийся в Британском музее, имеет длину в 3,7 м.
Исследователями, изучавшими популяцию болотных крокодилов в Пакистане, приводятся детальные промеры измеренного ими животного:
1. Физическое состояние: живой и здоровый.
2. Длина (общая): 2895,8 мм.
3. Ширина (в центре туловища): 457,2 мм.
4. Длина головы: 457,2 мм.
5. Ширина головы: 254 мм.
6. Длина хвоста: 1676,4 мм.
7. Ширина хвоста (сверху): 254 мм.
8. Ширина хвоста (в центре): 196,8 мм.
9. Ширина хвоста (на конце): 37,8 мм.
10. Длина передних конечностей: 457,2 мм.
11. Ширина передних конечностей: 114,3 мм.
12. Длина задних конечностей: 609,6 мм.
13. Ширина задних конечностей (вверху): 203,2 мм 
14. Ширина задних конечностей (внизу): 88,9 мм 
15. Когти передних конечностей: 40 мм.
16. Когти задних конечностей: 40 мм 
17. Зубы нижней челюсти: 40-50 мм.
18. Зубы верхней челюсти: 40-50 мм.
19. Число остеодермальных сегментов на хвосте: 33.
20. Число зубов на верхней и нижней челюсти: 30-30.

## Образ жизни
Болотный крокодил лучше большинства других крокодилов (за исключением в первую очередь кубинского крокодила) чувствует себя на суше, может мигрировать на значительные расстояния и, в течение небольшого времени, даже преследовать добычу по земле. Роет норы, в которых укрывается в засушливое время года.
Магеры могут бежать по суше со скоростью около 12-14 км/ч, но быстро выдыхаются. В воде скорость увеличивается и может поддерживаться более длительное время — как правило до 20—30 км/ч, или даже до 40 км/ч на коротких дистанциях.

### Питание
Детеныши питаются главным образом беспозвоночными. Взрослые крокодилы поедают рыб, змей (например, тигровых питонов), черепах, варанов, птиц и млекопитающих, включая домашних животных: например, грызунов, обезьян, собак, коз, пятнистых оленей и выдр. Болотные крокодилы исторически воспринимаются людьми как вредители, претендующие на промысловую рыбу, однако, это не так. Будучи высшими хищниками, магеры играют важную роль в контроле численности нижестоящих речных хищников, таких как хищные рыбы, рыбоядные птицы и выдры, которые поедают значительно большее количество ценной промысловой рыбы. Кроме того, крокодилы поедают мертвых животных, таким образом являясь санитарами водоемов. Крупные особи могут охотиться на крупных копытных, включая индийских замбаров, кабанов, азиатских антилоп, крупный рогатый скот, буйволов и даже гауров. Болотный крокодил подстерегает копытных на водопое, хватая добычу, он утягивает её в воду, где топит или раздирает на куски при помощи «смертельного вращения». В Индии фиксировались нападения на азиатских слонов. Как и другие крокодилы, часто может прятать убитую жертву про запас, хотя иногда спрятанную жертву могут найти и съесть другие хищники, такие как полосатые вараны и иногда даже тигры. Болотные крокодилы — довольно социальные животные, и терпят друг друга во время купания, охоты и кормёжки.
Ночью иногда охотятся на суше, подстерегая жертву у лесных троп. Во время ночных охот они часто находят и отбирают добычу у других хищников, например, леопардов.

### Взаимодействие с другими хищниками

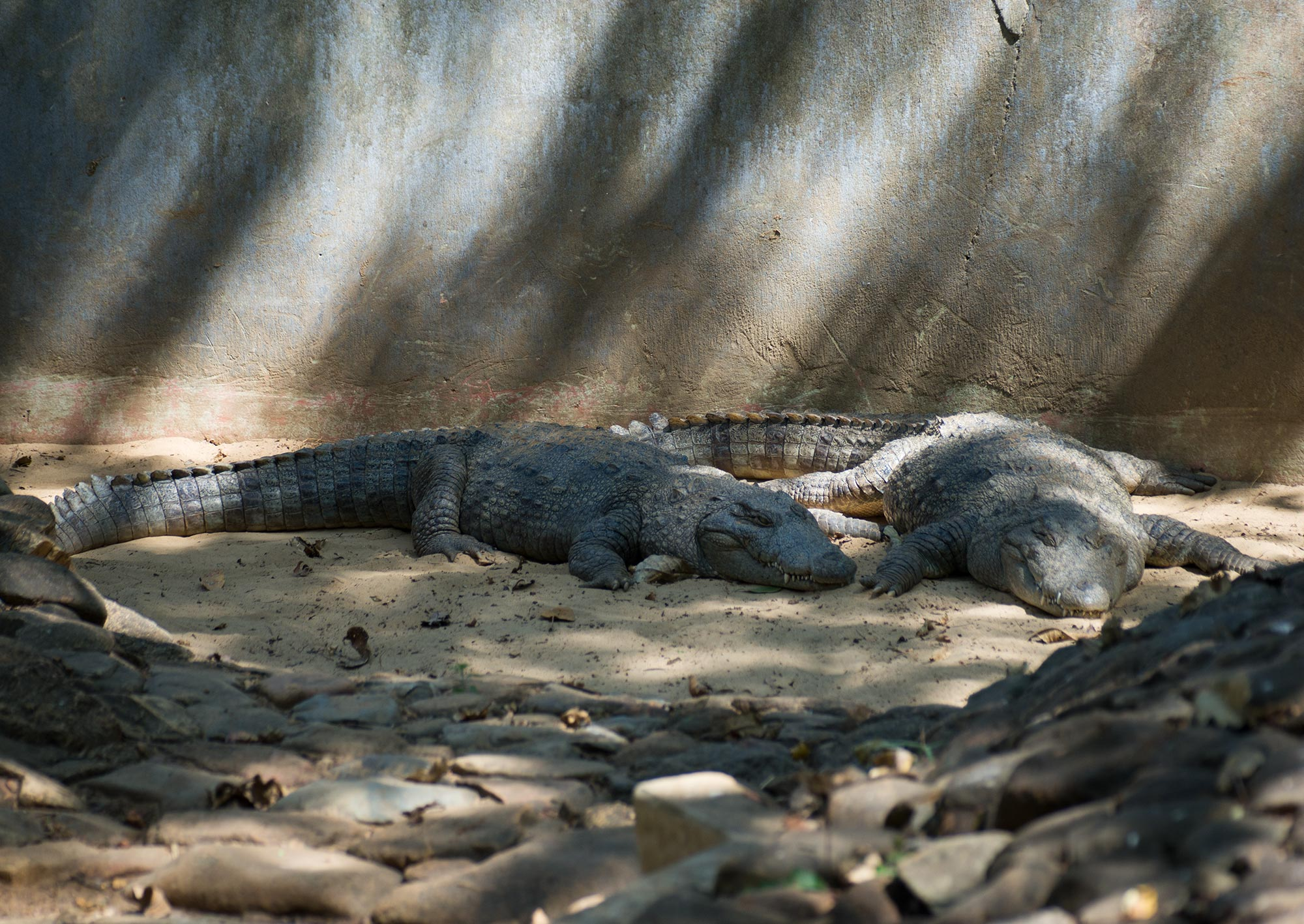
Болотный крокодил в зоопарке Бондла

Взрослые болотные крокодилы находятся на вершине пищевой цепи и обычно не подвергаются нападениям со стороны других хищников. Лишь гребнистые крокодилы, будучи более крупным и агрессивным видом крокодилов, занимают доминирующее положение при сосуществовании с болотными крокодилами и препятствуют их расселению в прибрежных местообитаниях.
В некоторых частях ареала для небольших болотных крокодилов немалую угрозу могут представлять тигры, ищущие альтернативные источники добычи пропитания. В одном случае примерно 3,5 м самец болотного крокодила был атакован и убит тигрицей Мачли в тринадцатичасовой борьбе, хотя причиной нападения тигрицы было не хищничество, а оборона тигрят. Крупные болотные крокодилы иногда и сами могут быть опасны для тигров, особенно около воды. Оливер Голдсмит описал ряд примеров нападений крокодилов на тигров, утоляющих жажду во время засухи. Чаще всего эти хищники стараются избегать друг друга, лишь изредка конкурируя около добычи без прямого физического контакта.
Болотный крокодил представляет серьёзную угрозу для менее крупного, но более распространенного, чем тигр, леопарда. Данбар Брандер находил останки леопардов в желудках болотных крокодилов наравне с останками оленей, диких собак, гиен, крупного рогатого скота, азиатских антилоп и другой типичной для крокодилов добычи. Тот же автор несколько ранее сообщал о наблюдении удачных нападениях магеров на леопардов. В национальном парке Яла на Шри-Ланке неоднократно фиксировались удачные нападения болотных крокодилов на леопардов, также как и добыча леопардами молодых крокодилов, длиной приблизительно до 2 метров, отошедших далеко от воды.

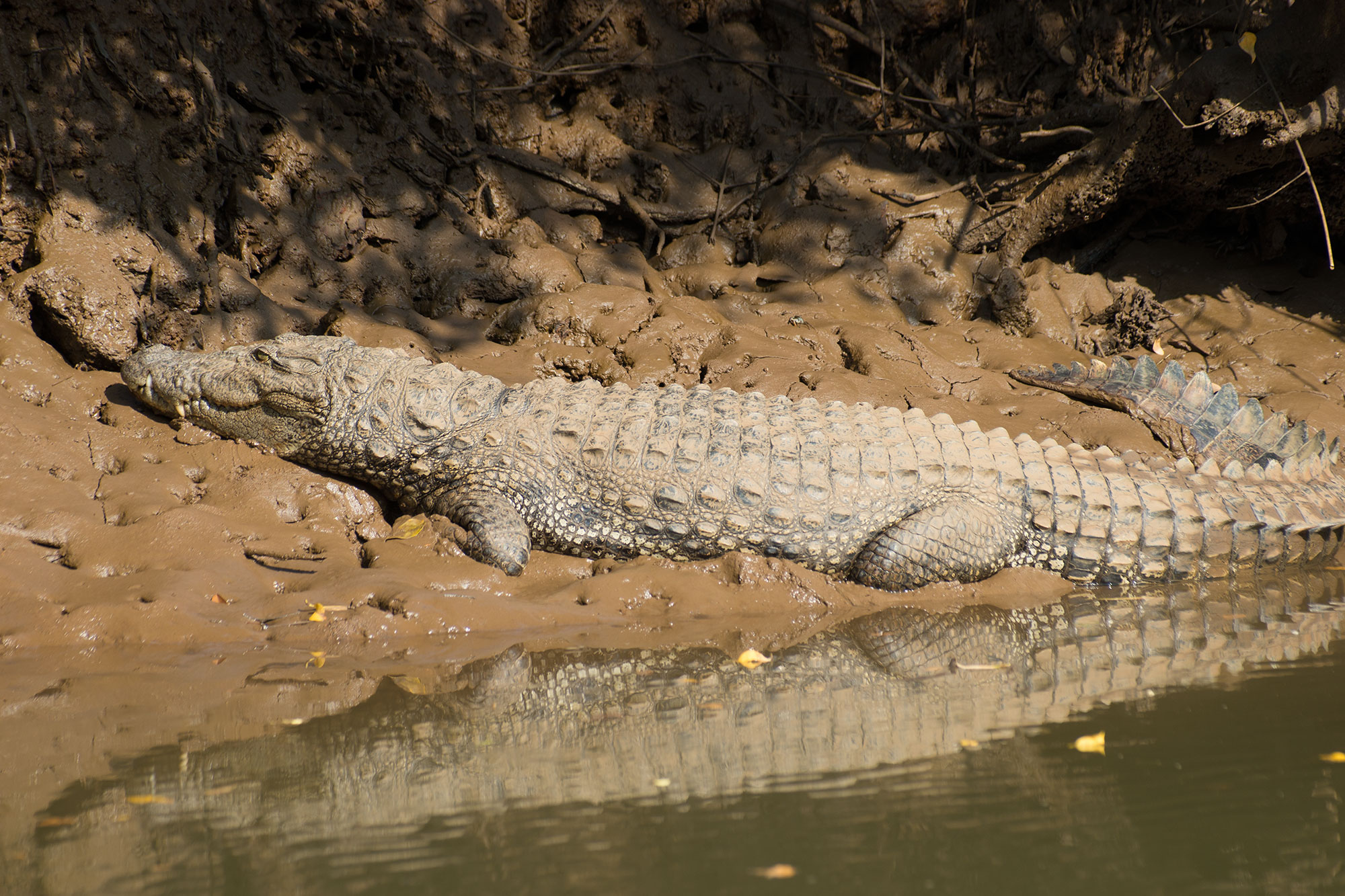
Болотный крокодил в национальном парке Салим Али на реке Мандови

### Нападения на людей
Нередки случаи нападения магеров на людей — из всех видов крокодилов, болотные крокодилы занимают третье место по количеству нападений. Болотный крокодил агрессивен и обладает достаточно большими размерами, чтобы угрожать человеку, но в целом этот вид не такой опасный, как более распространенные нильский и, особенно, гребнистый крокодилы. Считается, что многие нападения болотных крокодилов могут быть связаны с территориальным поведением, а не с прямым хищничеством, и многие жертвы умирают от утопления после того, как оказываются покусаны защищающим свою территорию животным.

### Размножение
Самцы достигают половой зрелости при длине примерно 2,6 метров, самки — 1,7—2 метра. Размножение происходит в зимние месяцы. Самки откладывают яйца в гнёздах, вырытых в песке. Яиц обычно 25—30. Обычно детёныши вылупляются через 55—75 дней. Температура во время инкубации — определяющий фактор пола у детёнышей. Если температура — 32,5 градуса, вылупляются только самцы. Чем дальше от этой отметки, тем самок больше. Если температура — 28—31 градусов, вылупляются только самки.

### Использование приманки
Было зарегистрировано, как болотные крокодилы ловили птиц при помощи приманки. Это один из первых случаев наблюдения за тем, как нептичьи рептилии используют инструменты. Удерживая палки и ветки на своей морде, они приманивают птиц, ищущих материалы для гнёзд. Это очень успешная тактика, особенно в весенний период. Подобное поведение было также описано для филогенетически отдаленного миссисипского аллигатора.

## Ареал

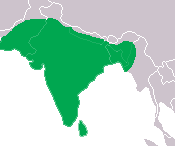
Ареал болотного крокодила

Болотный крокодил предпочитает селиться в неглубоких водоёмах с пресной стоячей водой или небыстрым течением, прежде всего в болотах, озёрах и реках, иногда в оросительных каналах и других искусственных водоёмах. Изредка встречается в лагунах с солоноватой водой. Этот вид водится в бо́льшей части Индии, на юге Ирана, в южном Ираке, на юге и востоке Пакистана, в Бангладеш, частично в Непале, Мьянме и Шри-Ланке. На юге Пакистана, в Ираке, востоке Индии и в Шри-Ланке ареал пересекается с более крупным гребнистым крокодилом, но последний встречается гораздо реже.

### Популяция
В большинстве районов обитания численность популяции сокращается из-за разрушения среды обитания в связи с деятельностью человека, приближаясь к критическому уровню. Ситуация усугубляется демографической проблемой в данном регионе. Общая численность болотных крокодилов в природе оценивается в 5400—7100 особей. Наибольшая популяция, около 2000 особей, находится в Шри-Ланке. Её иногда выделяют в подвид Crocodylus palustris kimbula (Deraniyagala, 1936). Кимбула отличается иным расположением спинных пластин.

## Название
Название «магер» (англ.  mugger — грабитель) не намекает на то, что этот крокодил занимается грабежом; оно произошло от индийского слова magar, что означает «водяной монстр». Magar, в свою очередь, происходит от санскритского слова для крокодила: makara.

### Комментарии
1. ↑  Местное название — gando[3]
2. ↑  Жертвами крокодилов становятся, в основном дети, чаще всего девочки, набирающие воду[3]